# Saray (Van)
Pour les articles homonymes, voir Saray.
Saray (en kurde: Mehmûdî), anciennement Mahmudiye, est un district et une ville de Turquie, située dans la province de Van, à 72 kilomètres de la préfecture Van, à proximité de la frontière avec l'Iran. En 2000, la population du district s'élève à 21 578 habitants et celle de la ville seule à 4 881 habitants.